# Бёккель, Отто
Отто Бёккель (нем. Otto Böckel; 1859—1923) — немецкий фольклорист и политик, видный деятель радикального германского антисемитизма, который одним из первых стал успешно использовать антисемитские настроения в нужном ему ключе.

## Биография
Отто Бёккель родился 2 июля 1859 года во Франкфурте-на-Майне. Библиотекарь по профессии он сначала изучал право в Марбургском университете, но бросил его ради изучения фольклора. Позднее слушал лекции в университетах Гиссена, Гейдельберга и Лейпцига, изучал языки, и в 1882 году получил докторскую степень.
Придя в политику Бёккель, с 1886 года, стал вести агитацию против антисемитов, идущих на буксире у консерваторов, требуя отречения от партийности и превращения антисемитизма в национальное дело. В этом смысле его брошюра «Die Judenfrage als nationale Existenzfrage» явилась новым антисемитским лозунгом, враждебно встреченным консервативными элементами.

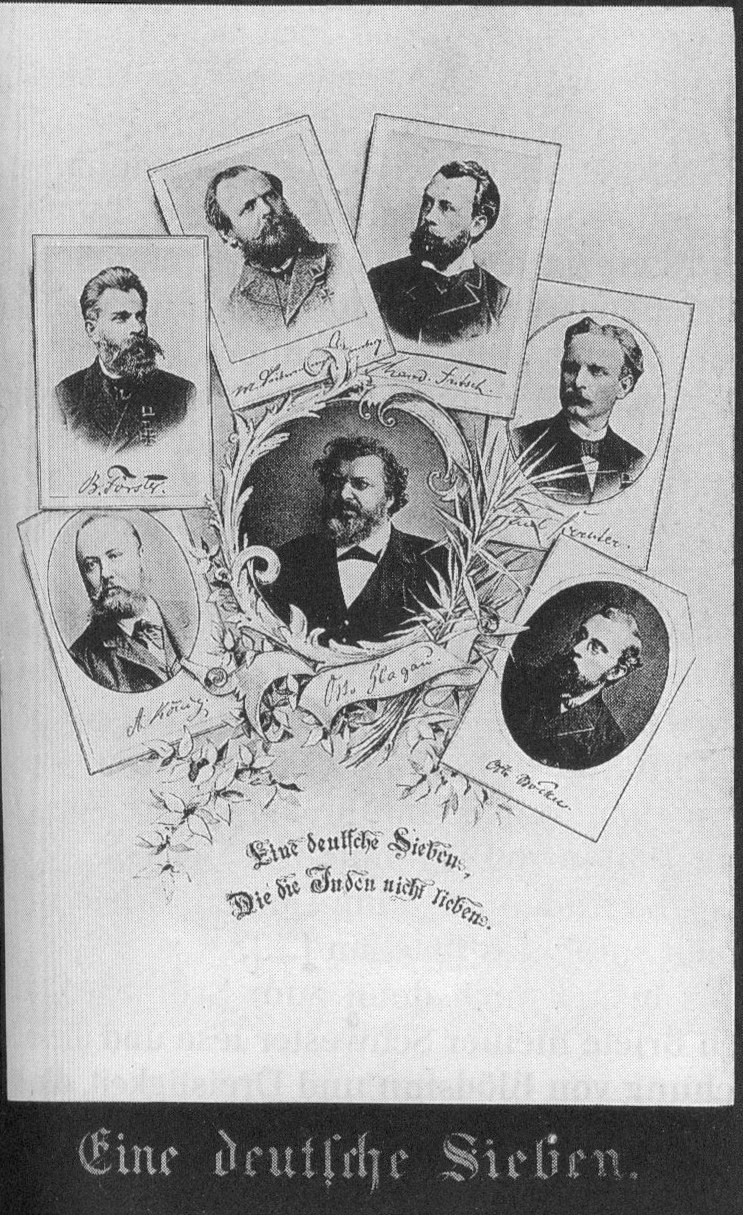
М. Либерман фон Зонненберг, Б. Фёрстер, О. Бёккель, Глагау, Отто, Фёрстер, Пауль, Т. Фрич и Кёниг, Адольф

Став в 1887 году во главе созданной им же «Антисемитской народной партии», вскоре переименованной в «Немецкую реформационную партию», он окончательно порвал с правым крылом антисемитов и повел энергичную кампанию в пользу радикального антисемитизма, закончившуюся рядом побед: в 1887 году Отто Бёккель огромным большинством голосов был избран от Марбурга в рейхстаг, и одна из его агитационных речей, изданная брошюрой под названием «Juden, die Könige unserer Zeit», выдержала в течение нескольких месяцев около ста изданий.
Сам Бёккель получил кличку «крестьянского короля», так как в своих речах, в противовес консервативным антисемитам, защищал интересы мелкого землевладельца и батрака. Агитация О. Бёккеля за период 1887—1893 гг. имела огромный успех, и из шестнадцати антисемитских депутатов рейхстага 1893 года тринадцать принадлежало к фракции Бёккеля; его успех побудил правых антисемитов пойти навстречу демагогическим приемам «реформистов», и когда в 1894 году (на конгрессе в Эйзенахе) состоялось примирение между обеими антисемитскими фракциями, Беккель порвал сношения с «обанкротившейся» партией, объявив себя внепартийным.
В 1900 году Отто Бёккель совместно с Паулем Фёрстером организовал «Немецкий народный союз».
В 1903 году Бёккель провалил выборы в Марбурге, который с 1887 года беспрерывно посылал его в рейхстаг. В значительной степени этому способствовала беспринципность Бёккеля, как радикала, во время важнейших голосований в рейхстаге; там же, где голосование являлось явной изменой политической платформе радикальных антисемитов, Бёккель, наравне с другими приверженцами нового направления в антисемитизме, воздерживался от подачи голоса; так, из 188 поименных голосований, происходивших в рейхстаге в 1898—1903 гг. он 144 раза воздержался от подачи голоса.
Из наиболее ярких антисемитских выступлений Бёккеля в парламенте следует отметить его резкую речь произнесённую в 1902 году по поводу Коницкого дела, когда евреев обвинили в убийстве студента Эрнста Винтера с ритуальной целью.
Из изданных Беккелем трудов заслуживают особого внимания: «Die europäische Judengefahr» (1887) и «Die Quintessenz der Judenfrage» (1887). Кроме того, Беккель с 1887 по 1895 год издавал еженедельный журнал «Der Reichsherold». Определённым успехом пользовались также и его народные песни.
Отто Бёккель умер 17 сентября 1923 года в Михендорфе.